# Peter Gric
Peter Gric (Brno, 1968) è un pittore ceco naturalizzato austriaco.
Emigrò in Austria nel 1980, studiò in seguito (1988-93) all'Accademia delle Belle Arti di Vienna, dove fu allievo di Arik Brauer.
Tra il 1995 e il 96 svolse vari servizi alternativi.
Nel 2007 si esibisce alla Galerie 10 - Wiener Schule des Phantastischen Realismus.
Oggi continua a lavorare e vivere a Vienna, assieme alla sua famiglia.

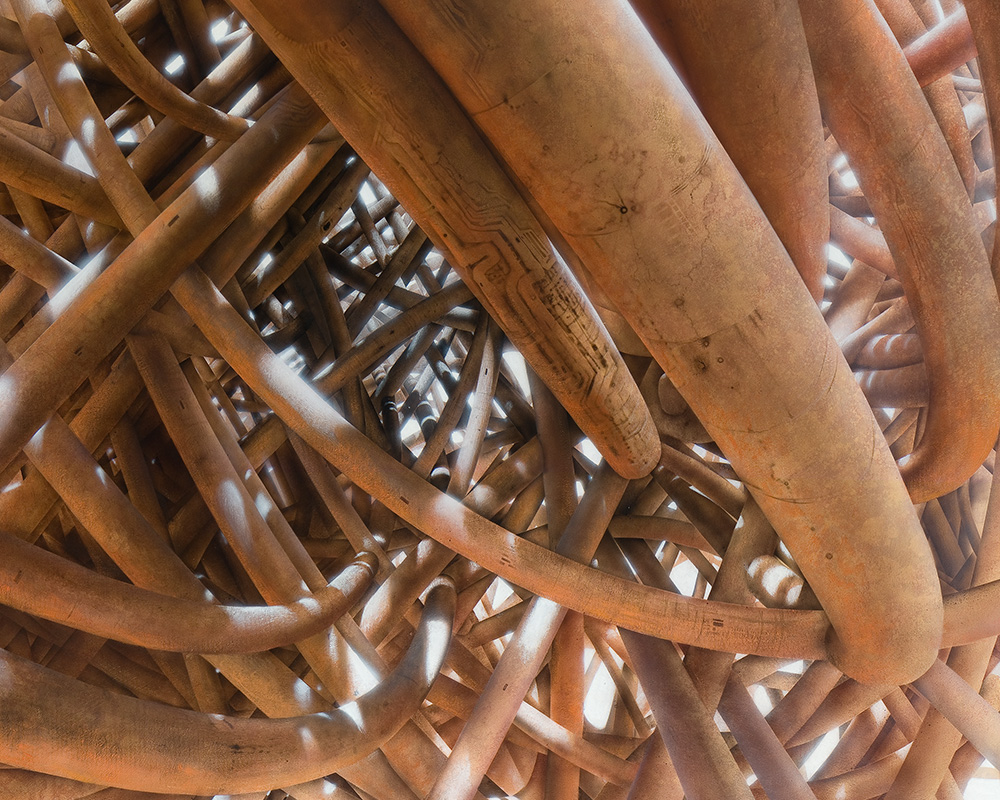
Netzwerk 4 (2008-2010), un soggetto pittorico situato in una collezione privata tedesca

## Biografia
Peter Gric è nato nel 1968 nell'ex Cecoslovacchia. Quando era un ragazzo, alla sua famiglia fu concesso il permesso per una vacanza al di fuori dei territori socialisti rigorosamente controllati. A sua insaputa, i genitori non programmarono mai il ritorno, e all'arrivo in Austria, invece della loro approvata meta turistica, si sono subito stabiliti per la residenza.
Studiò presso l'Accademia di Belle Arti di Vienna col professore Arik Brauer, uno dei membri originali della Scuola viennese del Realismo Fantastico. Peter Gric dunque appartiene a quella nuova generazione di artisti influenzati da questo movimento.
Nel 2007, Peter Gric ha lavorato ad una scenografia per la produzione SamPlay Hamlet in Rock.

## Pubblicazioni
- 1990 - Meisterschule Brauer - Oberes Belvedere '90 (Hubert Adolph, Arik Brauer, Regine Schmidt) (Galleria austriaca Belvedere, Vienna).
- 1993 - Peter Gric - Katalog (Dalibor Truhlar) (Edition Lyra). ISBN 3-901431-03-9.
- 1993 - Akademie der bildenden Künste - Diplomarbeiten 1993 (Carl Pruscha) (Accademia di belle arti di Vienna).
- 1994 - Kick off (Accademia di belle arti di Vienna).
- 1997 - Vier Meisterschulen für Malerei der Akademie der bildenden Künste Wien (Dr. Heinz Fischer, Elisabeth v. Samsonow, Arik Brauer) (Accademia di belle arti di Vienna).
- 2000 - Phantastik am Ende der Zeit (Thomas Engelhardt, Christine Ivanovic) (Town Museum Erlangen). ISBN 3-930035-03-0.
- 2000 - gegen-stand - Projekt Donauauen (Wilhelm Molterer, Dr. Bernd Lötsch) (Museo di Storia Naturale di Vienna).
- 2001 - ARSFANTASTICA - Die Sammlung bei der Ernst Fuchs Pate stand (Hubert Klocker, Gerhard Habarta, Milan Vukovich) (ISMAEL.cc).
- 2004 - Trierenberg Art - Kunst im Werk (Christian Trierenberg, Dr. Christian Hinterobermaier) (Trierenberg Holding AG).
- 2004 - The illustrated to think like God : Pythagoras and Parmenides : the origins of philosophy (Arnold Hermann) (Parmenides Publishing). ISBN 1-930972-17-2.
- 2007 - Metamorphosis (beinArt). ISBN 978-0-9803231-0-8.
- 2007 - L'ange exquis: Être Ange, Étrange (Libellule Ltd.).